# Газопровод Ставрополь — Москва
Газопровод Ставрополь — Москва — Первый дальний магистральный газопровод в СССР, соединивший Москву с Северо-Ставропольским месторождением природного газа (Ставропольский край) и позволивший обеспечить природным газом Москву и центральные регионы страны.
Протяженность — более 1200 километров.
Диаметр — 720 миллиметров.
Дата ввода в эксплуатацию — 24 декабря 1956 года.

## История
Открытие на рубеже 40-50-х гг. XX века Северо-Ставропольского месторождения природного газа послужило толчком для активного развития газотранспортной системы страны.
В 1953 году было принято решение о строительстве магистрального газопровода Ставрополь-Москва, которое началось в следующем году.
Оперативное руководство строительством газопровода осуществляли Главное управление по строительству нефтепроводов, возглавляемое инженером Алексеем Юрышевым и Дирекция строящегося газопровода, во главе с опытным строителем Николаем Бондаренко.
Трасса газопровода, протяженностью 1 тыс. 255 км и диаметром трубы 720 мм, была проложена по территориям Ставрапольского края, Ростовской, Луганской, Воронежской, Липецкой, Тульской и Московской областей.
Строительство линейной части и наземных сооружений (компрессорные станции, аварийно-ремонтные пункты и др.) вели 15 строительно-монтажных и специализированных из трестов «Мосгазпроводстрой», Сварочно-монтажный трест», «Нефтепроводмонтаж».
Более 35 км трассы проложено в скальных грунтах, 65 км — через лесные массивы, 100 км — по заболоченной местности и в поймах рек.
В 1956 году сданы в эксплуатацию две нитки первого в стране дальнего многониточного газопровода, ставшего крупнейшим в Европе.
В 1956 году после завершения строительства многониточного магистрального газопровода «Ставрополь — Москва» началось создание Единой системы газоснабжения России.
В 1959 году ставропольский газ поступил в Ленинград и промышленные центры европейской части страны, а затем на Кавказ и в Закавказье.